# Cristina Damian

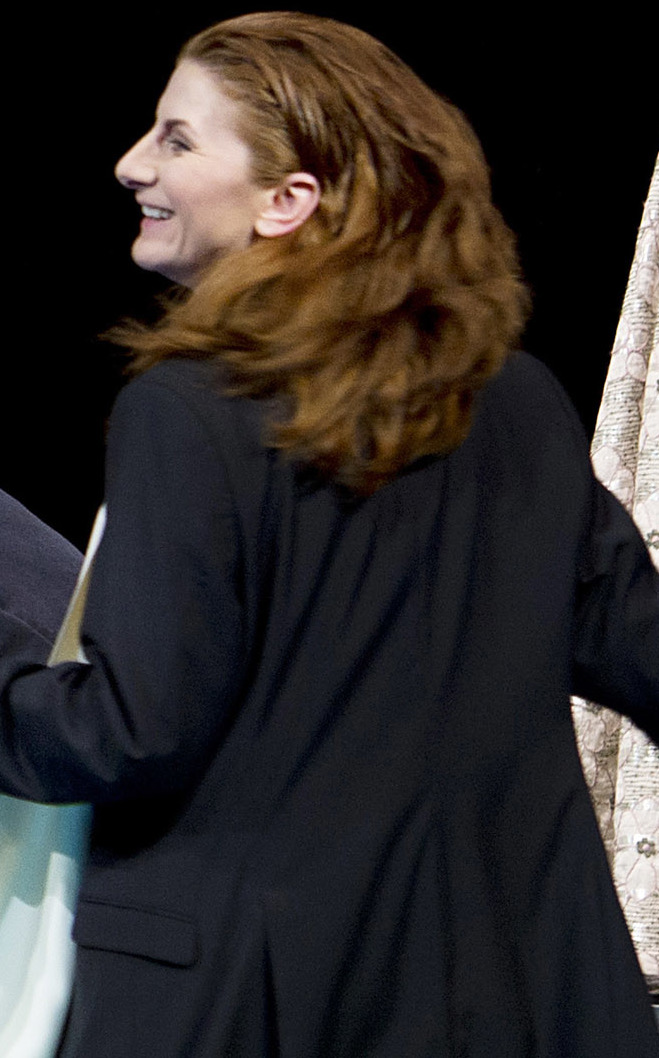
Cristina Damian in Ariadne auf Naxos, Hamburgische Staatsoper, 2012

Cristina Damian (* 6. Februar 1977 in Alba Iulia) ist eine rumänische Opernsängerin (Mezzosopran). Sie war von 2008 bis 2015 Ensemblemitglied der Hamburgischen Staatsoper.

## Leben
Cristina Damian besuchte von 1990 bis 1995 das Gymnasium für Musik und Kunst in ihrer Heimatstadt Alba Iulia. Ab 1996 studierte sie Gesang an der Musikakademie in Cluj-Napoca. Von 2003 bis 2004 absolvierte sie ein Gesang-Masterstudium bei Gheorghe Roşu, der Solist an der Oper von Cluj-Napoca war. Dort war Damian anschließend vier Jahre lang engagiert. Ab Beginn der Spielzeit 2008/2009 ist Damian festes Ensemblemitglied an der Hamburgischen Staatsoper. 2010 erhielt sie den Dr.-Wilhelm-Oberdörffer-Preis der Stiftung zur Förderung der Hamburgischen Staatsoper.
Zu ihrem Opern-Repertoire gehören u. a. die Titelrolle in Carmen, die Dorabella aus Così fan tutte, die Fenena aus Nabucco, die Rosina aus dem Barbier von Sevilla, die Waltraute aus dem Ring und die Hosenrolle des Cherubino aus Figaros Hochzeit. Im Musical My Fair Lady trat sie in der Hauptrolle der Eliza Doolittle auf.